# Valley Hi (Ohio)
Valley Hi es una villa ubicada en el condado de Logan en el estado estadounidense de Ohio. En el Censo de 2010 tenía una población de 212 habitantes y una densidad poblacional de 132,66 personas por km².

## Geografía
Valley Hi se encuentra ubicada en las coordenadas 40°18′58″N 83°40′33″O / 40.31611, -83.67583. Según la Oficina del Censo de los Estados Unidos, Valley Hi tiene una superficie total de 1.6 km², de la cual 1.6 km² corresponden a tierra firme y (0%) 0 km² es agua.

## Demografía
Según el censo de 2010, había 212 personas residiendo en Valley Hi. La densidad de población era de 132,66 hab./km². De los 212 habitantes, Valley Hi estaba compuesto por el 95.75% blancos, el 1.42% eran afroamericanos, el 0.94% eran amerindios, el 0% eran asiáticos, el 0% eran isleños del Pacífico, el 0.47% eran de otras razas y el 1.42% pertenecían a dos o más razas. Del total de la población el 3.3% eran hispanos o latinos de cualquier raza.